# Sant'Egidio alla Vibrata
Sant'Egidio alla Vibrata (Sant'Ilië in dialetto locale) è un comune italiano di 9 905 abitanti della provincia di Teramo in Abruzzo. Fa parte dell'unione dei comuni Città Territorio-Val Vibrata.

## Geografia fisica
Il territorio di Sant'Egidio alla Vibrata è situato nella Val Vibrata. A nord confina con i comuni marchigiani di Maltignano e Ascoli Piceno, ad est con Ancarano, Torano Nuovo e Sant'Omero, a sud con Civitella del Tronto e ad ovest con Ascoli Piceno e Folignano.
Nella classificazione climatica è contrassegnato come Zona D.

## Storia
In base alla suddivisione augustea dell'Italia, il territorio in cui oggi sorge Sant'Egidio alla Vibrata faceva parte della Regio V Picenum. La regione, come molti territori romani, fu sconvolta da tumulti e razzie durante le invasioni barbariche, fino alla caduta dell'Impero romano d'Occidente.
Successivamente, durante la dominazione longobarda, il territorio fu oggetto di contesa fra i due ducati di Spoleto e di Benevento; disputa che si risolse a favore del ducato di Spoleto. La dominazione longobarda contribuì allo sviluppo e alla modernizzazione dei territori; i Longobardi fortificarono le strutture e si insediarono a Faraone, oltre che nei territori limitrofi; sono state rinvenute alcune tombe nei pressi della collina dell'"Ascensione". È probabile che dall'insediamento di Faraone che si generò il successivo borgo di Sant'Egidio alla Vibrata, sviluppatosi intorno a un convento dedicato all'omonimo santo.
Intorno al 1300, durante le dispute fra ascolani e teramani per la rivendicazione del possesso della Valle del Vibrata, furono distrutte parte della chiesa e del convento; negli anni successivi i territori e le relative strutture subirono ulteriori danni a causa di diversi terremoti che colpirono la zona.
Papa Sisto V, nell'atto di istituzione della diocesi di Montalto, aggregò ad essa l'abbazia di Monte Santo unitamente alle chiese di Faraone e Sant'Egidio. Sant'Egidio ebbe il privilegio di essere considerata, assieme a Civitella del Tronto, città regia e per tale motivo venne esentata dai tributi feudali fino al 1642, quando fu infeudata da Pompeo Procaccino da Civitella del Tronto; il 23 settembre 1679 fu venduta, per una somma di 780 ducati, ad Orazio Buongiovanni da Roma; il 3 gennaio 1695 passò a Lucrezia (nata Ruffo) de Alarcón y Mendoza, marchesa di Monacilioni; nel XVIII secolo passò, in parte, al barone Guidobaldi di Nereto.
In coincidenza con l'Unità d'Italia, al comune di Sant'Egidio fu accorpato quello di Faraone assumendo definitivamente il nome di Sant'Egidio alla Vibrata con un regio decreto del 23 giugno 1863.

### Simboli
Lo stemma e il gonfalone del comune di Sant'Egidio alla Vibrata sono stati concessi con decreto del presidente della Repubblica del 25 ottobre 1950.
Il gonfalone municipale è un drappo di azzurro.

## Monumenti e luoghi d'interesse

### Borgo medievale di Faraone
Il borgo fortificato, risalente all'alto medioevo, è in stato di abbandono fin dagli anni Cinquanta del secolo scorso a causa di un evento sismico e per l'accentuarsi del movimento franoso che resero inagibili le dimore del piccolo centro. Con il Decreto del Presidente della Repubblica, n. 424, del 23 febbraio 1952, si stabilì lo spostamento della popolazione in nuova sede urbana.. Di pregio storico ed artistico sono le mura perimetrali di difesa, la porta meridionale di accesso e la chiesa dedicata a Santa Maria della Misericordia.

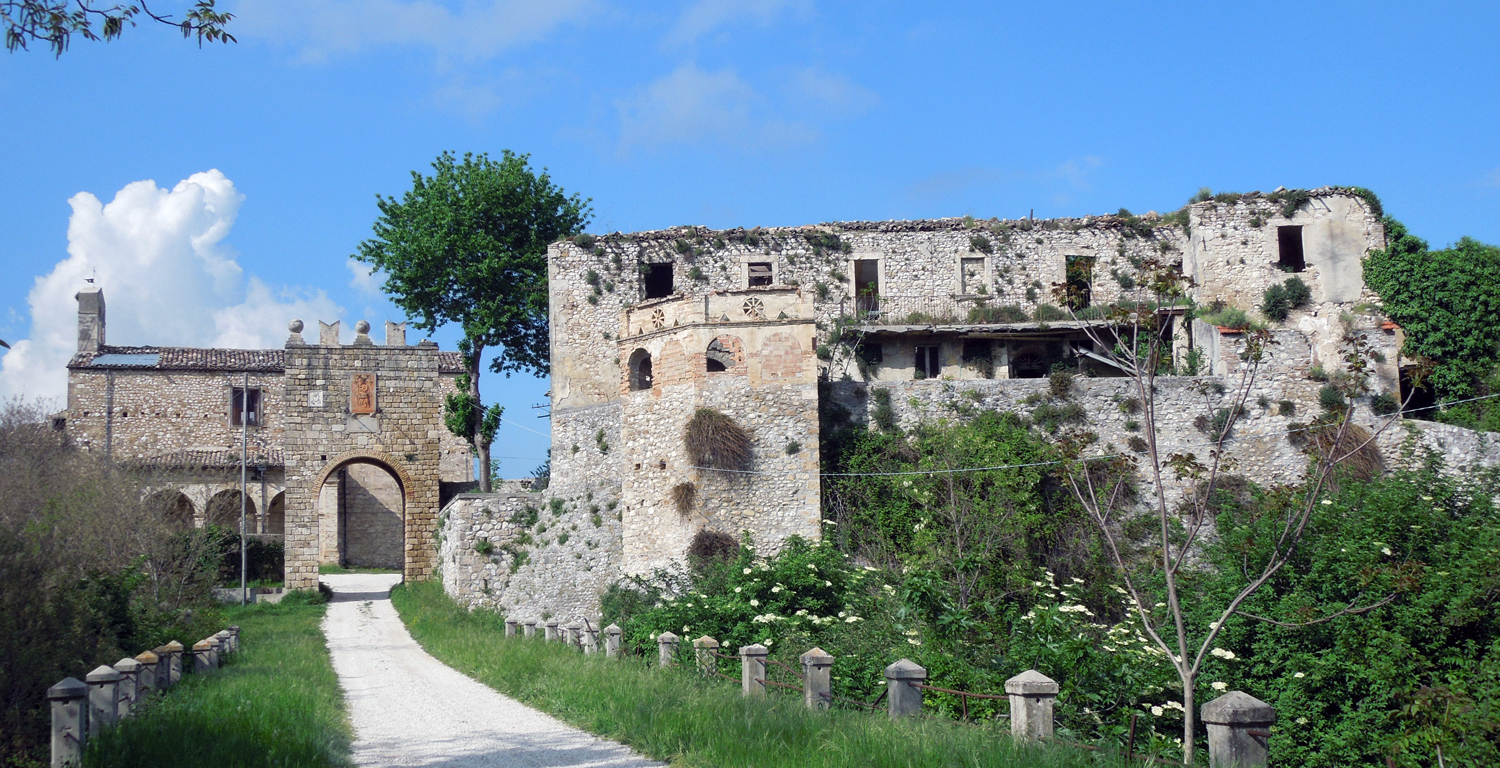
Faraone
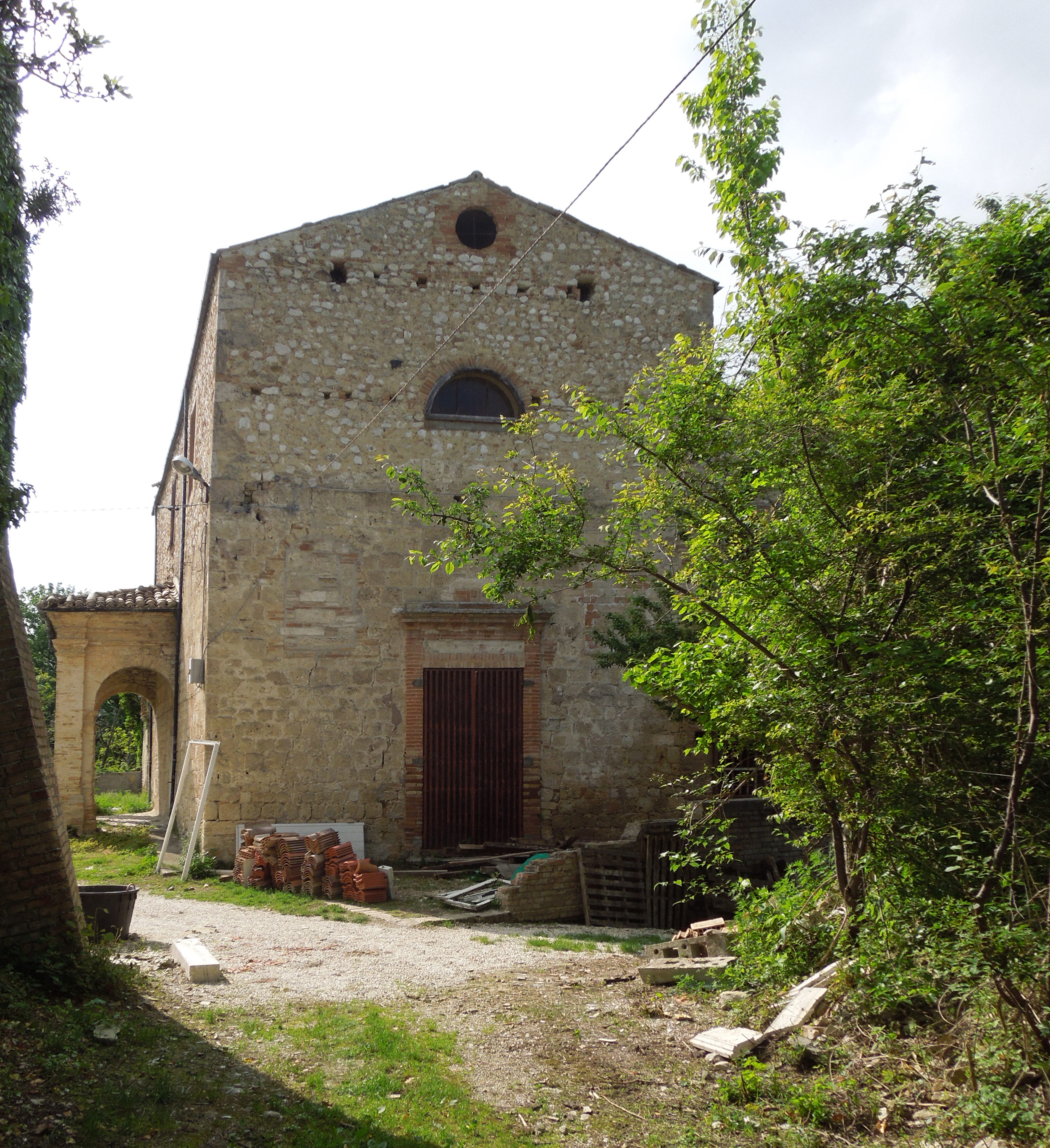
Chiesa di Santa Maria della Misericordia
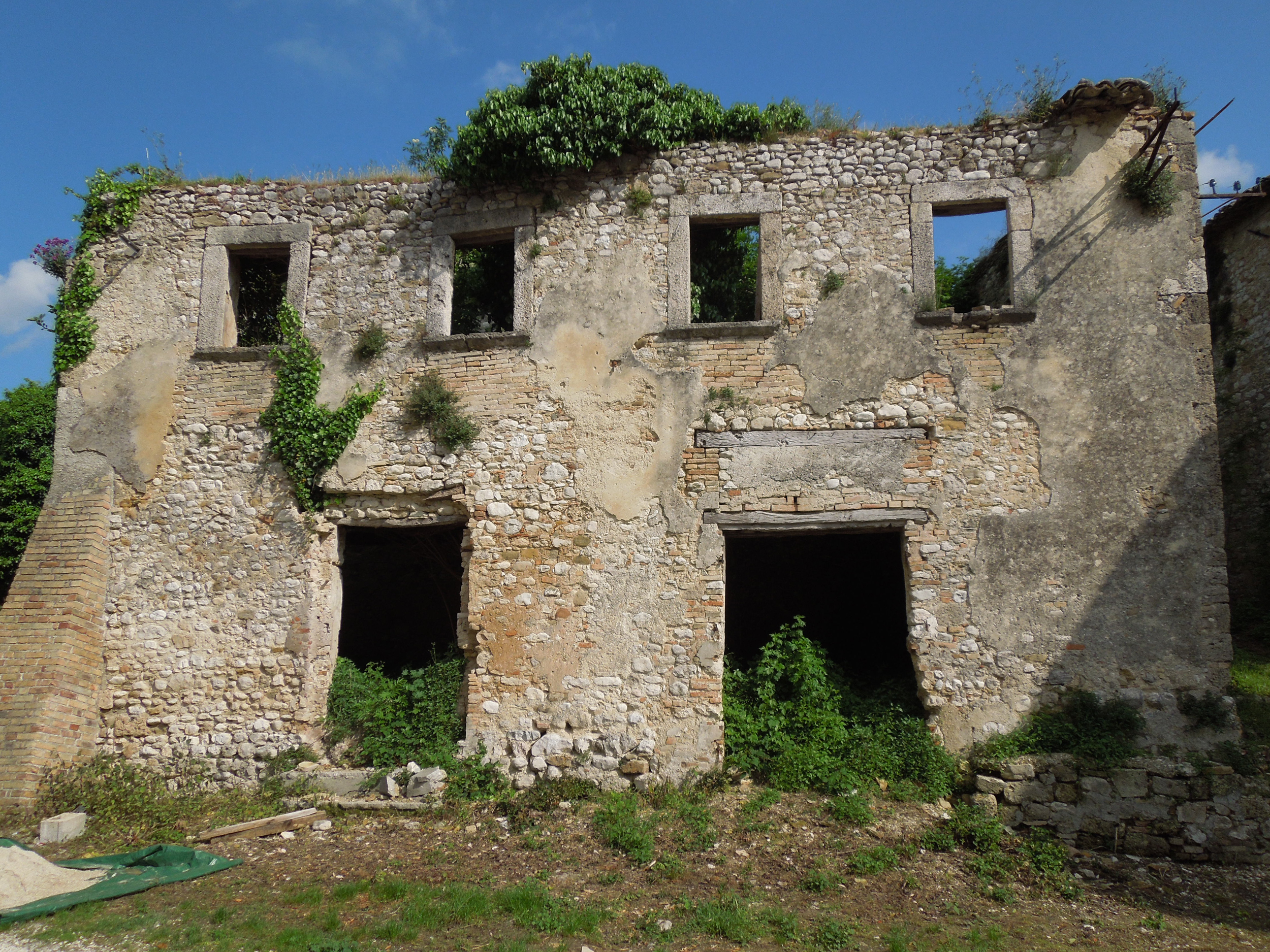
Il palazzo baronale
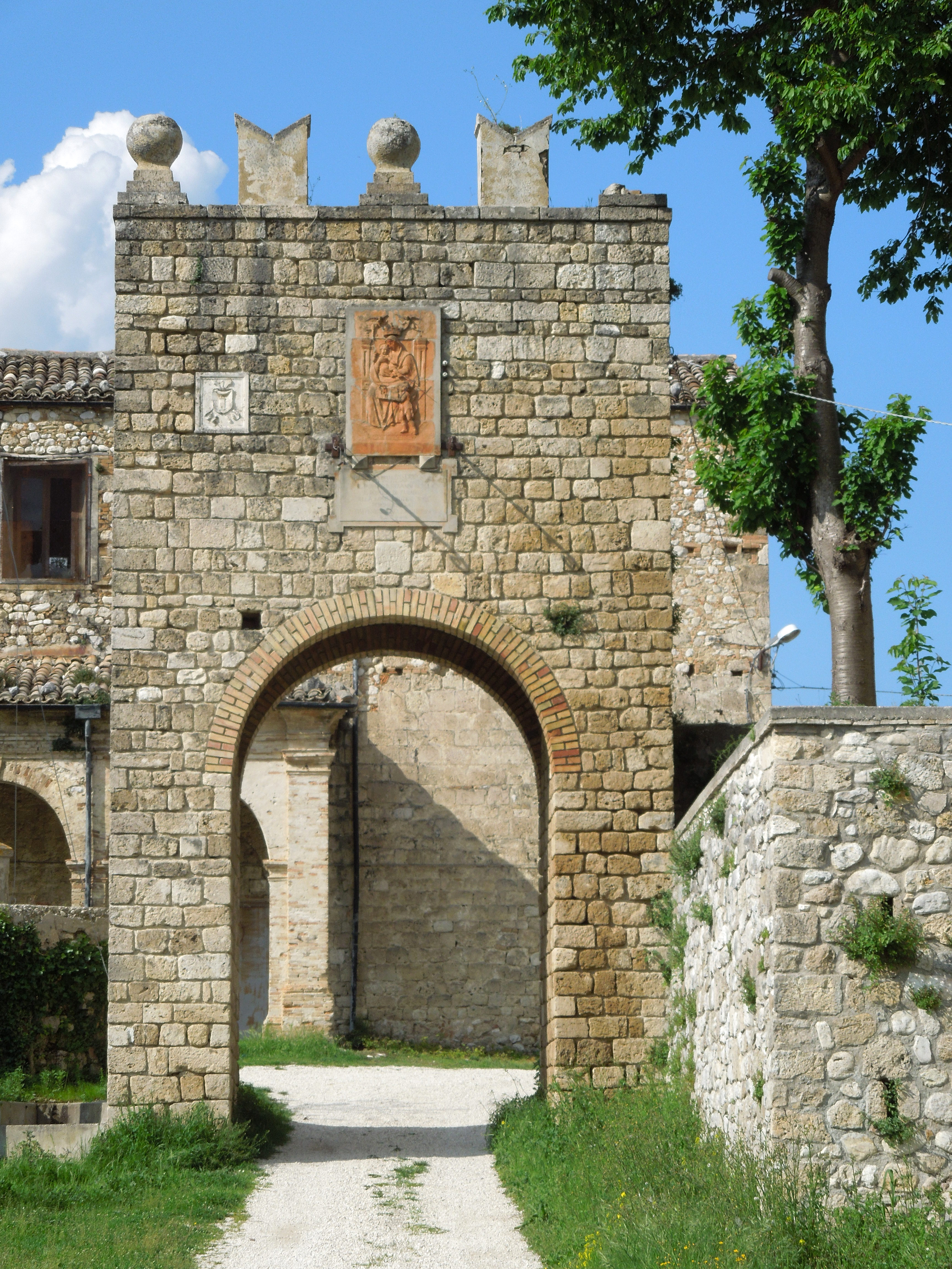
Porta meridionale del borgo

### Architetture religiose

#### Chiesa di Sant'Egidio Abate
La chiesa, nata come priorato monastico dell'abbazia benedettina di Monte Santo, si presenta in stile romanico a tre navate con abside rotonda. La costruzione risale alla prima metà del XII secolo, molto probabilmente integrando una primitiva struttura ecclesiastica dell'VIII secolo (pluteo ornato bizantino). Le monofore con archivolto in pietra in un solo blocco e strombatura interna costituiscono precisi riferimenti dell'architettura abruzzese del tempo.
In origine era un possedimento dell'ormai scomparso castello di Ripa Quadrellara, all'interno dell'amministrazione ascolana.
La chiesa è stata decurtata in lunghezza nel suo prospetto principale così come è stato effettuato un completo rimodellamento degli ambienti interni a causa degli eventi bellici del 1304; il rifacimento è stato eseguito con uno stile simile al gotico, che in quell'epoca andava affermandosi anche in Abruzzo; tale rifacimento comportò aperture di alte monofore sulla parete destra.
Ulteriori ristrutturazioni risalgono al XV secolo così come la facciata, che è stata rifatta nel 1524 con mostra del portale rinascimentale recante il sole radiante bernardiniano. L'innalzamento del campanile fu promosso nel 1555 dal vescovo di Ascoli.

### Altre chiese
Parrocchia del Sacro Cuore di Gesùsul corso Matteotti, poco distante dalla chiesa antica di Sant'Egidio, fu progettata nel 1948 dal marchigiano Dante Tassotti in stile neoromanico e inaugurata nel 1953. Ha pianta quadrata con cupola centrale su tamburo circolare, campanile laterale a torre, facciata abbellita da portico e immagine di Cristo benedicente.
Chiesa di San Giuseppein contrada Paolantonio, fu progettata dall'architetto Radicioni nel 1973: la facciata asimmetrica ingloba il campanile. L'interno ospita un mosaico della Sacra Famiglia.

## Società

### Evoluzione demografica
Abitanti censiti

### Tradizioni e folclore
- Carnevale Santegidiese, con la sfilata di carri allegorici e gruppi mascherati l'ultima domenica di carnevale e il martedì grasso.[12]
- Festival del Fiore D'Oro, con esibizioni canore e di altre forme di espressione artistica e di spettacolo di giovani minorenni. Si tiene nella seconda metà di dicembre.[13]

## Cultura

### Media

#### Radio
- Radio Abruzzo Marche
- Radio Soffio

## Economia
Nella seconda metà del XX secolo, i contributi della Cassa del Mezzogiorno hanno consentito la crescita delle attività economiche del territorio e il sostegno del distretto industriale tessile della Val Vibrata. A Sant'Egidio hanno sede due aziende di abbigliamento, il maglificio Gran Sasso e la jeanseria Casucci, oltre alla Top87 che produce abbigliamento sportivo.

## Amministrazione
| In carica dal  | In carica al   | Sindaco           | Partito o lista                                         | Note          |
| -------------- | -------------- | ----------------- | ------------------------------------------------------- | ------------- |
| 11 giugno 2024 | in carica      | Annunzio Amatucci | Lista civica Orgoglio Santegidiese                      | [ 15 ]        |
| 27 maggio 2019 | 10 giugno 2024 | Elicio Romandini  | Lista civica di centro-sinistra Insieme per Sant'Egidio | [ 16 ]        |
| 8 giugno 2009  | 26 maggio 2019 | Rando Angelini    | Lista civica di centro-destra Progetto comune           | [ 17 ]        |
| 14 giugno 2004 | 7 giugno 2009  | Stefania Ferri    | Lista civica di centro-sinistra Solidarietà e progresso | [ 18 ]        |
| 23 aprile 1995 | 13 giugno 2004 | Filippo Benucci   | Lista civica di centro-sinistra                         | [ 19 ] [ 20 ] |

## Sport
Il Sant'Egidio 90 Villa Marchesa, società di calcio a 5 oggi scomparsa, ha disputato alcuni campionati nazionali, compresa una stagione in Serie A (1996-97). Nel comune ha inoltre sede il Kartodromo Val Vibrata.
L'Associazione Sportiva Dilettantistica Nuova Santegidiese 1948 è la società calcistica della città, nata dopo il fallimento della AS Santegidiese 1948.